# Primera batalla de Tapae
Les dues primeres batalles de Tapae es van lliurar el 87 i 88 dC, entre l'exèrcit romà i els dacis. Van ser una conseqüència de la campanya de l'emperador romà Domicià per a protegir la província romana de Moesia, gairebé dues dècades abans de la de les campanyes de Trajà.

## Antecedents
En el 86, el rei daci Duras va ordenar a les seves tropes atacar el sud del Danubi, on hi havia la província romana de Moesia.
Després d'aquest atac, l'emperador Domicià va arribar personalment a Mèsia, va reorganitzar la província dividint-la en Mesia Inferior i Mesia Superior, i va planejar la futura invasió de Dacia.

## Batalla del 87
Domicià, va llançar una forta ofensiva contra Dacia al 87, sota el comandament de Corneli Fusc. A l'estiu del 87, Fusc juntament amb cinc o sis legions va creuar el Danubi i on més endavant va trobar l'exèrcit daci situat a Tapae. Els dacis van tendir una emboscada als romans, patint aquests una gran derrota. Gairebé tots els soldats de la Legió V Alaudae van ser morts, els dacis van capturar les seves banderes i les seves màquines de guerra, i el general Corneli Fusc va morir en la batalla.
Després d'aquesta victòria, el rei daci Diurpaneus va rebre el nom de Decebalus, que significa el valerós o el més poderós.

## Batalla del 88
L'ofensiva romana va continuar l'any següent amb el general Teti Julià, qui va prendre de nou el comandament. L'exèrcit romà (de 4 legions) va entrar Dàcia seguint la mateixa ruta que va prendre Corneli Fusc l'any anterior. La batalla va tenir lloc a la mateixa zona, a Tapae, aquesta vegada amb resultat favorable cap als romans. A causa de la difícil carretera a Sarmizegethusa, la capital de Dàcia, i a causa de les derrotes sofertes per Domicià a Pannònia, l'ofensiva romana es va aturar i Decèbal i Domicià van signar la pau.

## Seqüeles
Segons la pau del 89, Decèbal va passar a ser rei vassall de Roma, rebent diners, artesans i màquines de guerra per part de l'Imperi Romà, per defensar les fronteres de l'Imperi. Uns pocs historiadors creuen que aquesta pau, desfavorable pel poder romà, seria la causa de l'assassinat de Domicià el setembre del 96.

Decèbal, en lloc d'emprar els diners com esperava Roma, va decidir construir noves ciutadelles a les muntanyes, en importants punts estratègics, i en reforçar les ja existents. Aquest va ser un dels motius de l'atac romà l'any 101, sota l'emperador Trajà.